# Liste des monuments historiques protégés en 2020
Cet article recense les immeubles protégés au titre des monuments historiques en 2020, en France,.
En 2020, 221 bâtiments font l'objet d'une protection dont 192 inscriptions et 29 classements.

## Protections
| Édifice | Commune                                       | Département              | Région                     | Protection | Autre protection                                 | Base Mérimée         | Coordonnées                         | Image |  |
| --- | --------------------------------------------- | ------------------------ | -------------------------- | ---------- | ------------------------------------------------ | -------------------- | ----------------------------------- | ----- |  |
| Pont des Laboureurs | Grièges                                       | Ain                      | Auvergne-Rhône-Alpes       | Inscrit    |                                                  | Notice no PA01000048 | 46° 16′ 05″ nord, 4° 52′ 13″ est    |       |  |
| Vierge monumentale du Mas-Rillier | Miribel                                       | Ain                      | Auvergne-Rhône-Alpes       | Inscrit    |                                                  | Notice no PA01000049 | 45° 49′ 30″ nord, 4° 57′ 00″ est    |       |  |
| Parc du château de Pont-de-Veyle | Pont-de-Veyle                                 | Ain                      | Auvergne-Rhône-Alpes       | Inscrit    | Inscrit partiellement (toits du château en 1972) | Notice no PA00116533 | 46° 15′ 57″ nord, 4° 53′ 05″ est    |       |  |
| Château dit « château Neuf » | Coyolles                                      | Aisne                    | Hauts-de-France            | Inscrit    |                                                  | Notice no PA02000095 | 49° 14′ 01″ nord, 3° 02′ 46″ est    |       |  |
| Maison dite « maison égyptienne » | Soissons                                      | Aisne                    | Hauts-de-France            | Inscrit    |                                                  | Notice no PA02000096 | 49° 22′ 56″ nord, 3° 19′ 32″ est    |       |  |
| Maison semi-provisoire de Vassogne | Vassogne                                      | Aisne                    | Hauts-de-France            | Inscrit    |                                                  | Notice no PA02000097 | 49° 25′ 13″ nord, 3° 43′ 37″ est    |       |  |
| Domaine de Bussière-les-Nonains | Saint-Désiré                                  | Allier                   | Auvergne-Rhône-Alpes       | Inscrit    |                                                  | Notice no PA03000058 | 46° 31′ 24″ nord, 2° 30′ 47″ est    |       |  |
| Ensemble formé par Saint Michael's church et ses abords | Beaulieu-sur-Mer                              | Alpes-Maritimes          | Provence-Alpes-Côte d'Azur | Inscrit    |                                                  | Notice no PA06000056 | 43° 42′ 27″ nord, 7° 19′ 40″ est    |       |  |
| « Saint George's church » et ses dépendances | Cannes                                        | Alpes-Maritimes          | Provence-Alpes-Côte d'Azur | Inscrit    |                                                  | Notice no PA06000057 | 43° 33′ 05″ nord, 7° 02′ 27″ est    |       |  |
| Ancien centre d'études de recherches IBM | La Gaude                                      | Alpes-Maritimes          | Provence-Alpes-Côte d'Azur | Inscrit    |                                                  | Notice no PA06000058 | 43° 43′ 56″ nord, 7° 10′ 01″ est    |       |  |
| Hôtel Court de Fontmichel et ses dépendances | Grasse                                        | Alpes-Maritimes          | Provence-Alpes-Côte d'Azur | Inscrit    | Inscrit (1965)                                   | Notice no PA00080733 | 43° 39′ 30″ nord, 6° 55′ 22″ est    |       |  |
| « Holy Trinity Church » de Nice | Nice                                          | Alpes-Maritimes          | Provence-Alpes-Côte d'Azur | Inscrit    |                                                  | Notice no PA06000060 | 43° 41′ 50″ nord, 7° 15′ 49″ est    |       |  |
| Ancienne église épiscopalienne américaine « Holy Spirit Church » | Nice                                          | Alpes-Maritimes          | Provence-Alpes-Côte d'Azur | Inscrit    |                                                  | Notice no PA06000055 | 43° 41′ 57″ nord, 7° 15′ 51″ est    |       |  |
| Ancien couvent des Franciscains de Nice | Nice                                          | Alpes-Maritimes          | Provence-Alpes-Côte d'Azur | Inscrit    | Inscrit (1993)                                   | Notice no PA00125704 | 44° 04′ 21″ nord, 7° 01′ 26″ est    |       |  |
| Vestiges archéologiques du sanctuaire gaulois de la cime de Tournerie | Roubion                                       | Alpes-Maritimes          | Provence-Alpes-Côte d'Azur | Inscrit    |                                                  | Notice no PA06000059 | 44° 04′ 21″ nord, 7° 01′ 26″ est    |       |  |
| Siège du couvent Saint-Roch : anciennes maisons canoniales dites maison de Tournon et chapellenie de Camus ou de Mirabel                                                                        | Viviers                                       | Ardèche                  | Auvergne-Rhône-Alpes       | Inscrit    | Inscrit (1985)                                   | Notice no PA00116859 | 44° 28′ 56″ nord, 4° 41′ 30″ est    |       |  |
| Église Notre-Dame-du-Rhône | Viviers                                       | Ardèche                  | Auvergne-Rhône-Alpes       | Inscrit    | Classé (1967)                                    | Notice no PA00116857 | 44° 28′ 52″ nord, 4° 41′ 28″ est    |       |  |
| Château de Vaux : pont, maison du gardien, abreuvoir-pédiluve, potager | Fouchères                                     | Aube                     | Grand-Est                  | Inscrit    |                                                  | Notice no PA00078113 |                                     |       |  |
| Église Saint-Gimer de Carcassonne | Carcassonne                                   | Aude                     | Occitanie                  | Inscrit    |                                                  | Notice no PA11000059 | 43° 13′ 06″ nord, 2° 21′ 06″ est    |       |  |
| Ancienne maison presbytérale de Lagrasse | Lagrasse                                      | Aude                     | Occitanie                  | Classé     | Classé (1954) / Inscrit (1948, 2016)             | Notice no PA00102719 | 43° 05′ 27″ nord, 2° 37′ 10″ est    |       |  |
| Église de la Miséricorde, ancienne chapelle des Augustins de Limoux | Limoux                                        | Aude                     | Occitanie                  | Inscrit    |                                                  | Notice no PA11000058 | 43° 03′ 15″ nord, 2° 13′ 00″ est    |       |  |
| Château de Saint-Pons (d) | Aix-en-Provence                               | Bouches-du-Rhône         | Provence-Alpes-Côte d'Azur | Inscrit    |                                                  | Notice no PA13000096 | 43° 30′ 21″ nord, 5° 20′ 49″ est    |       |  |
| Monument aux morts de la Légion étrangère | Aubagne                                       | Bouches-du-Rhône         | Provence-Alpes-Côte d'Azur | Classé     | Inscrit (2019)                                   | Notice no PA13000091 | 43° 17′ 34″ nord, 5° 33′ 11″ est    |       |  |
| Hôtel particulier 10 place Thiers | Eyguières                                     | Bouches-du-Rhône         | Provence-Alpes-Côte d'Azur | Inscrit    | Inscrit (1930)                                   | Notice no PA00081254 | 43° 41′ 27″ nord, 5° 01′ 50″ est    |       |  |
| Église Saint-Marie-Madeleine-Les Chartreux | Marseille                                     | Bouches-du-Rhône         | Provence-Alpes-Côte d'Azur | Inscrit    |                                                  | Notice no PA13000095 | 43° 18′ 36″ nord, 5° 24′ 07″ est    |       |  |
| Villa Santa Lucia | Marseille                                     | Bouches-du-Rhône         | Provence-Alpes-Côte d'Azur | Classé     | Inscrit (2015)                                   | Notice no PA13000078 | 43° 16′ 28″ nord, 5° 21′ 49″ est    |       |  |
| Église Saint-Pierre de Peyrolles-en-Provence | Peyrolles-en-Provence                         | Bouches-du-Rhône         | Provence-Alpes-Côte d'Azur | Inscrit    |                                                  | Notice no PA13000094 | 43° 38′ 52″ nord, 5° 34′ 58″ est    |       |  |
| Domaine du grand Mas | Saint-Étienne-du-Grès                         | Bouches-du-Rhône         | Provence-Alpes-Côte d'Azur | Inscrit    | Inscrit (1980)                                   | Notice no PA00081431 | 43° 49′ 03″ nord, 4° 43′ 45″ est    |       |  |
| Maison Anjaliac | Jaleyrac                                      | Cantal                   | Auvergne-Rhône-Alpes       | Inscrit    |                                                  | Notice no PA15000059 | 45° 15′ 50″ nord, 2° 22′ 12″ est    |       |  |
| Château de Balzac : dépendances et sols | Balzac                                        | Charente                 | Nouvelle-Aquitaine         | Inscrit    | Inscrit (2007)                                   | Notice no PA00104236 | 45° 42′ 14″ nord, 0° 06′ 33″ est    |       |  |
| Église Saint-Jean-Baptiste de Bessac | Bessac                                        | Charente                 | Nouvelle-Aquitaine         | Inscrit    |                                                  | Notice no PA16000062 | 45° 25′ 49″ nord, 0° 01′ 09″ ouest  |       |  |
| Église Saint-Martin de Pressignac | Pressignac                                    | Charente                 | Nouvelle-Aquitaine         | Inscrit    |                                                  | Notice no PA16000063 | 45° 49′ 30″ nord, 0° 44′ 31″ est    |       |  |
| Grotte située au lieu-dit Les Garennes, dite grotte du Visage | Vilhonneur                                    | Charente                 | Nouvelle-Aquitaine         | Classé     | Inscrit (2019)                                   | Notice no PA16000061 | 45° 41′ 02″ nord, 0° 25′ 16″ est    |       |  |
| Couvent des Sœurs du Très-Saint-Sacrement et de la Charité | Bourges                                       | Cher                     | Centre-Val de Loire        | Inscrit    |                                                  | Notice no PA18000065 | 47° 05′ 41″ nord, 2° 24′ 26″ est    |       |  |
| Maison et parc de « La Godinière » | Brinay                                        | Cher                     | Centre-Val de Loire        | Inscrit    |                                                  | Notice no PA18000066 | 47° 10′ 37″ nord, 2° 07′ 42″ est    |       |  |
| Domaine des Cloires : maison, dépendances, jardin et parc | Chârost                                       | Cher                     | Centre-Val de Loire        | Inscrit    |                                                  | Notice no PA18000067 | 46° 59′ 13″ nord, 2° 06′ 51″ est    |       |  |
| Château de Chevilly : tous les éléments bâtis | Méreau (Cher)                                 | Cher                     | Centre-Val de Loire        | Inscrit    | Inscrit (1977)                                   | Notice no PA00096847 | 47° 09′ 14″ nord, 2° 02′ 30″ est    |       |  |
| Château de Turly : dépendances, parcs et jardins | Saint-Michel-de-Volangis Saint-Germain-du-Puy | Cher                     | Centre-Val de Loire        | Inscrit    | Inscrit (2006)                                   | Notice no PA18000038 | 47° 07′ 25″ nord, 2° 28′ 29″ est    |       |  |
| Château du Saillant Vieux (d) | Allassac Voutezac                             | Corrèze                  | Nouvelle-Aquitaine         | Inscrit    |                                                  | Notice no PA19000033 | 45° 16′ 38″ nord, 1° 27′ 26″ est    |       |  |
| Maison de Tayac | Uzerche                                       | Corrèze                  | Nouvelle-Aquitaine         | Inscrit    | Inscrit (1963)                                   | Notice no PA00099950 | 45° 25′ 31″ nord, 1° 33′ 53″ est    |       |  |
| Monument torréen de Foce | Argiusta-Moriccio                             | Corse-du-Sud             | Corse                      | Inscrit    |                                                  | Notice no PA2A000044 | 41° 49′ 46″ nord, 9° 01′ 23″ est    |       |  |
| Chapelle Sainte-Anne de Bovalo | Centuri                                       | Haute-Corse              | Corse                      | Inscrit    |                                                  | Notice no PA2B000043 | 42° 57′ 42″ nord, 9° 21′ 59″ est    |       |  |
| Complexe architectural autour de l'église Saint-Martin de San-Martino-di-Lota | San-Martino-di-Lota                           | Haute-Corse              | Corse                      | Inscrit    |                                                  | Notice no PA2B000044 | 42° 44′ 11″ nord, 9° 26′ 17″ est    |       |  |
| Monument aux morts de Dijon | Dijon                                         | Côte-d'Or                | Bourgogne-Franche-Comté    | Classé     | Inscrit (2016)                                   | Notice no PA21000082 | 47° 18′ 31″ nord, 5° 02′ 46″ est    |       |  |
| Quatre sculptures du campus universitaire de Dijon | Dijon                                         | Côte-d'Or                | Bourgogne-Franche-Comté    | Inscrit    |                                                  | Notice no PA21000099 | 47° 18′ 51″ nord, 5° 03′ 59″ est    |       |  |
| Temple protestant de Dijon | Dijon                                         | Côte-d'Or                | Bourgogne-Franche-Comté    | Inscrit    |                                                  | Notice no PA21000101 | 47° 19′ 29″ nord, 5° 02′ 11″ est    |       |  |
| Monument aux morts de Grignon | Grignon                                       | Côte-d'Or                | Bourgogne-Franche-Comté    | Classé     | Inscrit (2016)                                   | Notice no PA21000085 | 47° 33′ 45″ nord, 4° 24′ 40″ est    |       |  |
| Calvaire bourguignon de Grignon | Grignon                                       | Côte-d'Or                | Bourgogne-Franche-Comté    | Inscrit    |                                                  | Notice no PA21000100 | 47° 33′ 35″ nord, 4° 24′ 36″ est    |       |  |
| Chapelle du hameau d'Arcenay | Lacour-d'Arcenay                              | Côte-d'Or                | Bourgogne-Franche-Comté    | Inscrit    |                                                  | Notice no PA21000103 | 47° 22′ 14″ nord, 4° 14′ 48″ est    |       |  |
| Parc du château d'Arcenay | Lacour-d'Arcenay                              | Côte-d'Or                | Bourgogne-Franche-Comté    | Inscrit    |                                                  | Notice no PA21000102 | 47° 22′ 07″ nord, 4° 14′ 52″ est    |       |  |
| Site archéologique et paysager des sources de la Seine | Poncey-sur-l'Ignon                            | Côte-d'Or                | Bourgogne-Franche-Comté    | Classé     | Classé (1945) / Inscrit (2016)                   | Notice no PA00112592 | 47° 29′ 09″ nord, 4° 43′ 01″ est    |       |  |
| Manoir de Savigny-lès-Beaune : intérieurs, éléments du jardin | Savigny-lès-Beaune                            | Côte-d'Or                | Bourgogne-Franche-Comté    | Inscrit    | Classé (1968)                                    | Notice no PA00112659 | 47° 03′ 40″ nord, 4° 49′ 19″ est    |       |  |
| Château de Coat-Couraval | Glomel                                        | Côtes-d'Armor            | Bretagne                   | Inscrit    | Inscrit (1964) / Classé (1981)                   | Notice no PA00089159 | 48° 12′ 16″ nord, 3° 21′ 21″ ouest  |       |  |
| Manoir du Colombier | Hénon                                         | Côtes-d'Armor            | Bretagne                   | Inscrit    | Inscrit (1982)                                   | Notice no PA00089201 | 48° 24′ 01″ nord, 2° 40′ 40″ ouest  |       |  |
| Manoir de Keranguevel | Paule                                         | Côtes-d'Armor            | Bretagne                   | Inscrit    |                                                  | Notice no PA22000064 | 48° 14′ 32″ nord, 3° 27′ 33″ ouest  |       |  |
| Loge de Kerhir | Plounévez-Quintin                             | Côtes-d'Armor            | Bretagne                   | Inscrit    |                                                  | Notice no PA22000061 | 48° 18′ 00″ nord, 3° 14′ 25″ ouest  |       |  |
| Chapelle Notre-Dame-de-Toute-Aide de Querrien | La Prénessaye                                 | Côtes-d'Armor            | Bretagne                   | Inscrit    |                                                  | Notice no PA22000062 | 48° 12′ 09″ nord, 2° 39′ 02″ ouest  |       |  |
| Château de la Houssaye | Quessoy                                       | Côtes-d'Armor            | Bretagne                   | Inscrit    | Classé (1982) / Inscrit (2002)                   | Notice no PA00089548 | 48° 26′ 01″ nord, 2° 42′ 07″ ouest  |       |  |
| Calvaire du bourg de Trégastel | Trégastel                                     | Côtes-d'Armor            | Bretagne                   | Inscrit    |                                                  | Notice no PA22000063 | 48° 48′ 24″ nord, 3° 29′ 50″ ouest  |       |  |
| Domaine du château de la Chezotte | Ahun                                          | Creuse                   | Nouvelle-Aquitaine         | Inscrit    | Inscrit (1926)                                   | Notice no PA00099980 | 46° 05′ 19″ nord, 2° 00′ 49″ est    |       |  |
| Mottes de la Tour-Saint-Austrille | Saint-Dizier-la-Tour                          | Creuse                   | Nouvelle-Aquitaine         | Inscrit    |                                                  | Notice no PA23000028 | 46° 08′ 50″ nord, 2° 09′ 07″ est    |       |  |
| Église Saint-Michel-Archange de La Chapelle-Gonaguet | La Chapelle-Gonaguet                          | Dordogne                 | Nouvelle-Aquitaine         | Inscrit    |                                                  | Notice no PA24000098 | 45° 13′ 50″ nord, 0° 36′ 45″ est    |       |  |
| Musée d'art et d'archéologie du Périgord | Périgueux                                     | Dordogne                 | Nouvelle-Aquitaine         | Inscrit    |                                                  | Notice no PA24000099 | 45° 11′ 10″ nord, 0° 43′ 25″ est    |       |  |
| Ancienne intendance de Franche-Comté (actuelle préfecture du Doubs) | Besançon                                      | Doubs                    | Bourgogne-Franche-Comté    | Inscrit    | Classé (1923, 1963)                              | Notice no PA00101520 | 47° 14′ 01″ nord, 6° 01′ 15″ est    |       |  |
| Ancien hôpital du Saint-Esprit : temple du Saint-Esprit | Besançon                                      | Doubs                    | Bourgogne-Franche-Comté    | Inscrit    | Classé (1932,2005) / Inscrit (1937, 2019)        | Notice no PA00101480 | 47° 14′ 26″ nord, 6° 01′ 23″ est    |       |  |
| Manoir et grange dîmière de la Haule | Aclou                                         | Eure                     | Normandie                  | Classé     | Inscrit (2011)                                   | Notice no PA00099288 | 49° 10′ 15″ nord, 0° 42′ 13″ est    |       |  |
| Kiosque à musique de Louviers | Louviers                                      | Eure                     | Normandie                  | Inscrit    |                                                  | Notice no PA27000091 | 49° 12′ 51″ nord, 1° 10′ 07″ est    |       |  |
| Parties bâtis et non bâtis du vieux château du Neubourg | Le Neubourg                                   | Eure                     | Normandie                  | Classé     | Inscrit (2002)                                   | Notice no PA27000045 | 49° 08′ 54″ nord, 0° 53′ 59″ est    |       |  |
| Ancienne commanderie hospitalière de la Renardière : château, chapelle Sainte-Apolline, sols et murs de l'ancienne basse-cour                                                                   | Manou                                         | Eure-et-Loir             | Centre-Val de Loire        | Inscrit    |                                                  | Notice no PA28000049 | 48° 31′ 43″ nord, 0° 58′ 09″ est    |       |  |
| Abbaye de la Sainte-Trinité de Tiron : bâtiments appartenant à l'enclos abbatial | Thiron-Gardais                                | Eure-et-Loir             | Centre-Val de Loire        | Inscrit    | Classé (1912) / Inscrit (1962, 2001)             | Notice no PA00097223 | 48° 18′ 43″ nord, 0° 59′ 37″ est    |       |  |
| Église Saint-Joseph d'Audierne | Audierne                                      | Finistère                | Bretagne                   | Inscrit    |                                                  | Notice no PA29000107 | 48° 01′ 22″ nord, 4° 32′ 29″ ouest  |       |  |
| Site antique du Pérennou | Plomelin                                      | Finistère                | Bretagne                   | Inscrit    |                                                  | Notice no PA29000108 | 47° 54′ 46″ nord, 4° 08′ 53″ ouest  |       |  |
| Ancienne chapelle Saint-Pierre-de-Castres | Tresques                                      | Gard                     | Occitanie                  | Inscrit    |                                                  | Notice no PA30000137 | 44° 07′ 21″ nord, 4° 37′ 46″ est    |       |  |
| Observatoire météorologique du mont Aigoual | Val-d'Aigoual                                 | Gard                     | Occitanie                  | Inscrit    |                                                  | Notice no PA30000138 | 44° 07′ 17″ nord, 3° 34′ 55″ est    |       |  |
| Château de Restes | Drémil-Lafage                                 | Haute-Garonne            | Occitanie                  | Inscrit    |                                                  | Notice no PA31000119 | 43° 35′ 52″ nord, 1° 37′ 23″ est    |       |  |
| Château de Varés | Poucharramet                                  | Haute-Garonne            | Occitanie                  | Inscrit    |                                                  | Notice no PA31000120 | 43° 24′ 29″ nord, 1° 10′ 44″ est    |       |  |
| Château de Saint-Geniès | Saint-Geniès-Bellevue                         | Haute-Garonne            | Occitanie                  | Inscrit    | Inscrit (1949, 1988)                             | Notice no PA00094462 | 43° 40′ 59″ nord, 1° 29′ 06″ est    |       |  |
| Hôtel Davisard | Toulouse                                      | Haute-Garonne            | Occitanie                  | Inscrit    |                                                  | Notice no PA31000121 | 43° 35′ 45″ nord, 1° 26′ 49″ est    |       |  |
| Place de la Bourse : l'hôtel de la Bourse et les hôtels numérotés de 2 à 18bis | Bordeaux                                      | Gironde                  | Nouvelle-Aquitaine         | Classé     | Classé (1914, 1961) / Inscrit (2019)             | Notice no PA00083193 | 44° 50′ 29″ nord, 0° 34′ 12″ ouest  |       |  |
| Hôtel Dublan | Bordeaux                                      | Gironde                  | Nouvelle-Aquitaine         | Inscrit    |                                                  | Notice no PA00083212 | 44° 50′ 39″ nord, 0° 34′ 43″ ouest  |       |  |
| Deux mottes castrales de Cabanac-et-Villagrains | Cabanac-et-Villagrains                        | Gironde                  | Nouvelle-Aquitaine         | Inscrit    |                                                  | Notice no PA33000232 | 44° 36′ 35″ nord, 0° 33′ 01″ ouest  |       |  |
| Cité Frugès - Le Corbusier : maison 8, rue Le Corbusier | Pessac                                        | Gironde                  | Nouvelle-Aquitaine         | Inscrit    |                                                  | Notice no PA33000231 | 44° 47′ 57″ nord, 0° 38′ 52″ ouest  |       |  |
| Cité Frugès - Le Corbusier : maison située 23, rue Xavier-Arnozan | Pessac                                        | Gironde                  | Nouvelle-Aquitaine         | Inscrit    |                                                  | Notice no PA33000233 | 44° 47′ 57″ nord, 0° 38′ 50″ ouest  |       |  |
| Catacombes de Saint-Émilion | Saint-Émilion                                 | Gironde                  | Nouvelle-Aquitaine         | Inscrit    |                                                  | Notice no PA33000241 | 44° 53′ 35″ nord, 0° 09′ 22″ ouest  |       |  |
| Château de Rouvignac : château, communs, système hydraulique parc | Cazouls-lès-Béziers                           | Hérault                  | Occitanie                  | Inscrit    |                                                  | Notice no PA34000130 | 43° 22′ 42″ nord, 3° 08′ 06″ est    |       |  |
| Théâtre Opéra Comédie | Montpellier                                   | Hérault                  | Occitanie                  | Inscrit    |                                                  | Notice no PA34000131 | 43° 36′ 28″ nord, 3° 52′ 44″ est    |       |  |
| Manoir de la Sillandais | Chavagne                                      | Ille-et-Vilaine          | Bretagne                   | Inscrit    |                                                  | Notice no PA35000089 | 48° 02′ 45″ nord, 1° 47′ 44″ ouest  |       |  |
| Château du Bordage | Ercé-près-Liffré                              | Ille-et-Vilaine          | Bretagne                   | Inscrit    | Inscrit (2012)                                   | Notice no PA35000042 | 48° 15′ 32″ nord, 1° 30′ 32″ ouest  |       |  |
| Ancien poste central de la gare ferroviaire de Rennes | Rennes                                        | Ille-et-Vilaine          | Bretagne                   | Inscrit    |                                                  | Notice no PA35000088 | 48° 06′ 12″ nord, 1° 40′ 21″ ouest  |       |  |
| Monument aux morts de la Guerre de 1870 de Buzançais | Buzançais                                     | Indre                    | Centre-Val de Loire        | Inscrit    |                                                  | Notice no PA36000044 | 46° 53′ 20″ nord, 1° 25′ 15″ est    |       |  |
| Monument aux morts de Châteauroux | Châteauroux                                   | Indre                    | Centre-Val de Loire        | Inscrit    |                                                  | Notice no PA36000045 | 46° 48′ 51″ nord, 1° 41′ 48″ est    |       |  |
| Monument aux morts de La Châtre | La Châtre                                     | Indre                    | Centre-Val de Loire        | Inscrit    |                                                  | Notice no PA36000048 | 46° 34′ 47″ nord, 1° 59′ 09″ est    |       |  |
| Monument aux morts d'Éguzon | Éguzon-Chantôme                               | Indre                    | Centre-Val de Loire        | Inscrit    |                                                  | Notice no PA36000046 | 46° 26′ 32″ nord, 1° 34′ 58″ est    |       |  |
| Château d'Ingrandes | Ingrandes                                     | Indre                    | Centre-Val de Loire        | Inscrit    | Inscrit (1987)                                   | Notice no PA00097355 | 46° 35′ 50″ nord, 0° 57′ 45″ est    |       |  |
| Monument aux morts d'Issoudun | Issoudun                                      | Indre                    | Centre-Val de Loire        | Inscrit    |                                                  | Notice no PA36000047 | 46° 57′ 02″ nord, 1° 59′ 40″ est    |       |  |
| Monument aux morts de Levroux | Levroux                                       | Indre                    | Centre-Val de Loire        | Inscrit    |                                                  | Notice no PA36000050 | 46° 58′ 43″ nord, 1° 36′ 42″ est    |       |  |
| Château de la Motte-Feuilly : château, dépendances, parcs et jardins | La Motte-Feuilly                              | Indre                    | Centre-Val de Loire        | Inscrit    |                                                  | Notice no PA36000049 | 46° 32′ 38″ nord, 2° 05′ 11″ est    |       |  |
| Sites palafittiques du lac de Chalain | Doucier Fontenu Marigny                       | Jura                     | Bourgogne-Franche-Comté    | Classé     | Classé (1911) / Inscrit (1992)                   | Notice no PA00101879 | 46° 40′ 12″ nord, 5° 46′ 33″ est    |       |  |
| Ancienne carrière de pierre marbrière | Chassal-Molinges                              | Jura                     | Bourgogne-Franche-Comté    | Inscrit    |                                                  | Notice no PA39000131 | 46° 21′ 25″ nord, 5° 47′ 39″ est    |       |  |
| Hôtel Marandet | Salins-les-Bains                              | Jura                     | Bourgogne-Franche-Comté    | Inscrit    |                                                  | Notice no PA39000130 | 46° 56′ 32″ nord, 5° 52′ 43″ est    |       |  |
| Église Sainte-Anne de Tavaux, presbytère de la cité Solvay et aménagements paysagers | Tavaux                                        | Jura                     | Bourgogne-Franche-Comté    | Inscrit    |                                                  | Notice no PA39000129 | 47° 03′ 09″ nord, 5° 25′ 04″ est    |       |  |
| Église Saint-Jean-Baptiste de Saint-Julien | Val Suran                                     | Jura                     | Bourgogne-Franche-Comté    | Inscrit    | Inscrit (1979)                                   | Notice no PA00102017 | 46° 23′ 39″ nord, 5° 27′ 13″ est    |       |  |
| Ancienne maison du Docteur Luzuy : parois peintes de Madeleine Massonneau | Blois                                         | Loir-et-Cher             | Centre-Val de Loire        | Inscrit    |                                                  | Notice no PA41000075 | 47° 35′ 04″ nord, 1° 19′ 38″ est    |       |  |
| Église Saint-Oustrille de Saint-Oustrille | Montoire-sur-le-Loir                          | Loir-et-Cher             | Centre-Val de Loire        | Inscrit    |                                                  | Notice no PA41000074 | 47° 45′ 00″ nord, 0° 51′ 29″ est    |       |  |
| Ancien quartier de cavalerie dit quartier Rochambeau : l'écurie H | Vendôme                                       | Loir-et-Cher             | Centre-Val de Loire        | Inscrit    | Inscrit (2002)                                   | Notice no PA41000024 | 47° 47′ 25″ nord, 1° 04′ 09″ est    |       |  |
| Maison dite Le Petit Louvre | La Pacaudière                                 | Loire                    | Auvergne-Rhône-Alpes       | Inscrit    | Classé (1932)                                    | Notice no PA00117540 | 46° 10′ 34″ nord, 3° 52′ 02″ est    |       |  |
| Tour sud-ouest de l’ancienne abbaye de Blanche-Couronne | La Chapelle-Launay                            | Loire-Atlantique         | Pays de la Loire           | Inscrit    | Classé (1994) / Inscrit (1994)                   | Notice no PA00108581 | 47° 21′ 04″ nord, 1° 59′ 09″ ouest  |       |  |
| Usine élévatoire portuaire | Saint-Nazaire                                 | Loire-Atlantique         | Pays de la Loire           | Inscrit    |                                                  | Notice no PA44000068 | 47° 16′ 01″ nord, 2° 12′ 04″ ouest  |       |  |
| Maison prototype dite maison Feuillette, hangar et ancien bureau de vente | Montargis                                     | Loiret                   | Centre-Val de Loire        | Inscrit    |                                                  | Notice no PA45000054 | 47° 59′ 42″ nord, 2° 44′ 40″ est    |       |  |
| Ensemble canonial de la cathédrale Saint-Étienne de Cahors | Cahors                                        | Lot                      | Occitanie                  | Classé     | Classé (1862)                                    | Notice no PA00094997 | 44° 26′ 50″ nord, 1° 26′ 35″ est    |       |  |
| Abri de Lagrave | Faycelles                                     | Lot                      | Occitanie                  | Inscrit    |                                                  | Notice no PA46000076 | 44° 33′ 36″ nord, 1° 59′ 35″ est    |       |  |
| Église Notre-Dame de Pestillac | Montcabrier                                   | Lot                      | Occitanie                  | Inscrit    |                                                  | Notice no PA46000074 | 44° 32′ 51″ nord, 1° 04′ 12″ est    |       |  |
| Quatorze stations du chemin de croix du cimetière de Lagupie | Lagupie                                       | Lot-et-Garonne           | Nouvelle-Aquitaine         | Inscrit    |                                                  | Notice no PA47000103 | 44° 33′ 18″ nord, 0° 06′ 50″ est    |       |  |
| Église Sainte-Catherine de Villeneuve-sur-Lot | Villeneuve-sur-Lot                            | Lot-et-Garonne           | Nouvelle-Aquitaine         | Inscrit    |                                                  | Notice no PA47000104 | 44° 24′ 24″ nord, 0° 42′ 24″ est    |       |  |
| Chapelle Saint-Saturnin de Bédouès | Bédouès-Cocurès                               | Lozère                   | Occitanie                  | Inscrit    |                                                  | Notice no PA48000026 | 44° 20′ 26″ nord, 3° 36′ 16″ est    |       |  |
| Manoir de la Chaperonnière : corps du logis | Beaupréau-en-Mauges                           | Maine-et-Loire           | Pays de la Loire           | Inscrit    | Inscrit (1978)                                   | Notice no PA00109137 | 47° 11′ 53″ nord, 0° 55′ 44″ ouest  |       |  |
| Manoir d'Auvers : grande et petite bouveries | Durtal                                        | Maine-et-Loire           | Pays de la Loire           | Inscrit    | Inscrit (1974)                                   | Notice no PA00109092 | 47° 40′ 16″ nord, 0° 14′ 50″ ouest  |       |  |
| Mausolée de Bourgogne | Bourgogne-Fresne                              | Marne                    | Grand Est                  | Inscrit    |                                                  | Notice no PA51000029 | 49° 21′ 05″ nord, 4° 04′ 06″ est    |       |  |
| Immeuble dit « Maison du Coq-Hardy » | Laval                                         | Mayenne                  | Pays de la Loire           | Inscrit    |                                                  | Notice no PA53000041 | 48° 04′ 07″ nord, 0° 46′ 19″ ouest  |       |  |
| Ensemble Nancy-Thermal | Nancy                                         | Meurthe-et-Moselle       | Grand Est                  | Inscrit    |                                                  | Notice no PA54000090 | 48° 40′ 45″ nord, 6° 10′ 06″ est    |       |  |
| Théâtre des Bleus de Bar | Bar-le-Duc                                    | Meuse                    | Grand Est                  | Inscrit    |                                                  | Notice no PA55000051 | 48° 46′ 14″ nord, 5° 09′ 36″ est    |       |  |
| Relais de diligence de Guémené-sur-Scorff | Guémené-sur-Scorff                            | Morbihan                 | Bretagne                   | Inscrit    |                                                  | Notice no PA56000091 | 48° 04′ 05″ nord, 3° 12′ 20″ ouest  |       |  |
| Phare des Grands Cardinaux | Hœdic                                         | Morbihan                 | Bretagne                   | Inscrit    |                                                  | Notice no PA56000092 | 47° 19′ 16″ nord, 2° 50′ 06″ ouest  |       |  |
| Basilique Notre-Dame-du-Roncier | Josselin                                      | Morbihan                 | Bretagne                   | Classé     | Inscrit (1927, 1929)                             | Notice no PA00091312 | 47° 57′ 13″ nord, 2° 32′ 50″ ouest  |       |  |
| Chapelle Notre-Dame de Crénénan, quatre caves à boisson | Ploërdut                                      | Morbihan                 | Bretagne                   | Inscrit    | Inscrit (1998)                                   | Notice no PA56000018 | 48° 04′ 57″ nord, 3° 13′ 49″ ouest  |       |  |
| Chapelle Notre-Dame de Béléan | Ploeren                                       | Morbihan                 | Bretagne                   | Inscrit    | Inscrit (1925)                                   | Notice no PA00091493 | 47° 40′ 47″ nord, 2° 49′ 05″ ouest  |       |  |
| Chapelle de la Trinité de Castennec | Pluméliau-Bieuzy                              | Morbihan                 | Bretagne                   | Inscrit    |                                                  | Notice no PA56000093 | 47° 58′ 53″ nord, 3° 02′ 42″ ouest  |       |  |
| Château de Brignac : château, chapelle, glacière, communs, parc | Saint-Guyomard                                | Morbihan                 | Bretagne                   | Inscrit    | Classé (1975)                                    | Notice no PA00091682 | 47° 47′ 38″ nord, 2° 31′ 35″ ouest  |       |  |
| Ferme des Custine | Assenoncourt                                  | Moselle                  | Grand Est                  | Inscrit    |                                                  | Notice no PA57000045 | 48° 46′ 15″ nord, 6° 47′ 30″ est    |       |  |
| Fort de Queuleu | Metz                                          | Moselle                  | Grand Est                  | Inscrit    | Inscrit (1970)                                   | Notice no PA00106840 | 49° 06′ 44″ nord, 6° 12′ 15″ est    |       |  |
| Château de la Horgne | Montigny-les-Metz                             | Moselle                  | Grand Est                  | Inscrit    |                                                  | Notice no PA57000046 | 49° 05′ 10″ nord, 6° 10′ 30″ est    |       |  |
| Anciennes forges royales de la Chaussade : logement des Cables, bief, trois grilles d'accès, sol des parcelles, matériel technique subsistant                                                   | Guérigny                                      | Nièvre                   | Bourgogne-Franche-Comté    | Inscrit    | Classé (1991) / Inscrit (1982, 1991)             | Notice no PA00112901 | 47° 05′ 18″ nord, 3° 11′ 20″ est    |       |  |
| Abbaye bénédictine de Hautmont : bâtiments de la fontaine Sainte-Aldegonde, aile d'entrée, aile ouest                                                                                           | Hautmont                                      | Nord                     | Hauts-de-France            | Inscrit    | Inscrit (1992)                                   | Notice no PA00107927 | 50° 15′ 03″ nord, 3° 55′ 13″ est    |       |  |
| Ancienne manufacture de carreaux Boulenger | Auneuil                                       | Oise                     | Hauts-de-France            | Inscrit    |                                                  | Notice no PA60000100 | 49° 22′ 27″ nord, 1° 59′ 29″ est    |       |  |
| Ancienne usine Voirin-Marinoni | Montataire                                    | Oise                     | Hauts-de-France            | Inscrit    |                                                  | Notice no PA60000101 | 49° 15′ 05″ nord, 2° 26′ 05″ est    |       |  |
| Maisons canoniales : maison n° 5 | Noyon                                         | Oise                     | Hauts-de-France            | Inscrit    | Classé (1943) / Inscrit (2007)                   | Notice no PA00114792 | 49° 34′ 57″ nord, 2° 59′ 59″ est    |       |  |
| Hôtel-Dieu de Galande | Senlis                                        | Oise                     | Hauts-de-France            | Inscrit    | Inscrit (1927)                                   | Notice no PA00114893 | 49° 12′ 22″ nord, 2° 35′ 04″ est    |       |  |
| Château de Merlemont : parties anciennes à ce jour non protégées | Warluis                                       | Oise                     | Hauts-de-France            | Inscrit    | Inscrit (1979)                                   | Notice no PA00114973 | 49° 23′ 28″ nord, 2° 10′ 07″ est    |       |  |
| Église Saint-Martin de Pas-en-Artois | Pas-en-Artois                                 | Pas-de-Calais            | Hauts-de-France            | Inscrit    | Inscrit (1929)                                   | Notice no PA00108374 | 50° 09′ 16″ nord, 2° 29′ 31″ est    |       |  |
| Hôtel de ville d'Aigueperse | Aigueperse                                    | Puy-de-Dôme              | Auvergne-Rhône-Alpes       | Inscrit    | Inscrit (1956) / Classé (1975)                   | Notice no PA00091851 | 46° 01′ 26″ nord, 3° 12′ 13″ est    |       |  |
| Maison Treilhes | Artonne                                       | Puy-de-Dôme              | Auvergne-Rhône-Alpes       | Inscrit    |                                                  | Notice no PA63000133 | 46° 00′ 10″ nord, 3° 08′ 36″ est    |       |  |
| Couvent des Ursulines et du Bon Pasteur (d) : en totalité à l'exception des parties classées (galerie du petit cloître, grand cloître, escalier, cours et jardin, fontaines et murs de clôture) | Clermont-Ferrand                              | Puy-de-Dôme              | Auvergne-Rhône-Alpes       | Inscrit    | Classé (1982) / Inscrit (1982)                   | Notice no PA00091987 | 45° 46′ 45″ nord, 3° 05′ 19″ est    |       |  |
| Maison centrale de Riom, ancien couvent des Cordeliers | Riom                                          | Puy-de-Dôme              | Auvergne-Rhône-Alpes       | Inscrit    | Inscrit (1962)                                   | Notice no PA00092325 | 45° 53′ 44″ nord, 3° 06′ 56″ est    |       |  |
| Hôtel Dufraisse du Cheix et hôtel Desaix, abritant le musée Mandet | Riom                                          | Puy-de-Dôme              | Auvergne-Rhône-Alpes       | Inscrit    | Classé (1963)                                    | Notice no PA63000134 | 45° 53′ 37″ nord, 3° 07′ 00″ est    |       |  |
| Chapelle Sainte-Croix d'Alciette | Ahaxe-Alciette-Bascassan                      | Pyrénées-Atlantiques     | Nouvelle-Aquitaine         | Classé     | Inscrit (1987)                                   | Notice no PA00084304 | 43° 08′ 53″ nord, 1° 09′ 18″ ouest  |       |  |
| Château de Maÿtie | Mauléon-Licharre                              | Pyrénées-Atlantiques     | Nouvelle-Aquitaine         | Classé     | Inscrit (1925/2005) / Classé (1953)              | Notice no PA00084443 | 43° 13′ 11″ nord, 0° 53′ 26″ ouest  |       |  |
| Atelier Edmond Lay | Barbazan-Debat                                | Hautes-Pyrénées          | Occitanie                  | Classé     | Inscrit (2016)                                   | Notice no PA65000021 | 43° 11′ 33″ nord, 0° 07′ 57″ est    |       |  |
| Maison Edmond Lay | Barbazan-Debat                                | Hautes-Pyrénées          | Occitanie                  | Classé     | Inscrit (2016)                                   | Notice no PA65000020 | 43° 11′ 19″ nord, 0° 07′ 54″ est    |       |  |
| Caves Byrrh, y compris les foudres et les cuves 2 boulevard Violet | Thuir                                         | Pyrénées-Orientales      | Occitanie                  | Inscrit    |                                                  | Notice no PA66000059 | 42° 38′ 04″ nord, 2° 45′ 25″ est    |       |  |
| Église de la Paix de Frœschwiller | Frœschwiller                                  | Bas-Rhin                 | Grand Est                  | Inscrit    |                                                  | Notice no PA67000106 | 48° 56′ 32″ nord, 7° 43′ 19″ est    |       |  |
| Monument commémoratif de la famille Straus-Durckheim | Frœschwiller                                  | Bas-Rhin                 | Grand Est                  | Inscrit    |                                                  | Notice no PA67000107 | 48° 56′ 32″ nord, 7° 43′ 19″ est    |       |  |
| Parc de Wesserling : site du grand tissage | Husseren-Wesserling                           | Haut-Rhin                | Grand Est                  | Inscrit    | Inscrit (1998)                                   | Notice no PA68000018 | 47° 52′ 59″ nord, 6° 59′ 47″ est    |       |  |
| Villa Rhodania | Bron                                          | Métropole de Lyon        | Auvergne-Rhône-Alpes       | Inscrit    |                                                  | Notice no PA69000074 | 45° 43′ 44″ nord, 4° 53′ 26″ est    |       |  |
| Église Saint-Nicolas de Beaujeu | Beaujeu                                       | Rhône                    | Auvergne-Rhône-Alpes       | Inscrit    | Classé (1909)                                    | Notice no PA00117718 | 46° 09′ 17″ nord, 4° 35′ 14″ est    |       |  |
| Château de La Chaize : totalité du logis et des jardins à l'exclusion des éléments déjà classés                                                                                                 | Odenas                                        | Rhône                    | Auvergne-Rhône-Alpes       | Inscrit    | Classé (1972)                                    | Notice no PA00118008 | 46° 05′ 23″ nord, 4° 38′ 01″ est    |       |  |
| Château de Bougey | Bougey                                        | Haute-Saône              | Bourgogne-Franche-Comté    | Inscrit    | Inscrit (1979)                                   | Notice no PA00102121 | 47° 46′ 49″ nord, 5° 51′ 35″ est    |       |  |
| Temple protestant de Vesoul | Vesoul                                        | Haute-Saône              | Bourgogne-Franche-Comté    | Inscrit    |                                                  | Notice no PA70000120 | 47° 37′ 27″ nord, 6° 09′ 35″ est    |       |  |
| Rotonde ferroviaire d'Autun : rotonde, pont tournant et voies d'accès | Autun                                         | Saône-et-Loire           | Bourgogne-Franche-Comté    | Inscrit    |                                                  | Notice no PA71000093 | 46° 57′ 24″ nord, 4° 17′ 41″ est    |       |  |
| Poste d'aiguillage n°2 de Chagny | Chagny                                        | Saône-et-Loire           | Bourgogne-Franche-Comté    | Inscrit    |                                                  | Notice no PA71000094 | 46° 54′ 33″ nord, 4° 44′ 47″ est    |       |  |
| Monument aux morts de Chalon-sur-Saône | Chalon-sur-Saône                              | Saône-et-Loire           | Bourgogne-Franche-Comté    | Classé     | Inscrit (2016)                                   | Notice no PA71000079 | 46° 46′ 45″ nord, 4° 51′ 10″ est    |       |  |
| Domaine de Pont-de-Vaux : château, pigeonnier, dépendances et installations hydrauliques | Marly-sous-Issy                               | Saône-et-Loire           | Bourgogne-Franche-Comté    | Inscrit    |                                                  | Notice no PA71000092 | 46° 44′ 34″ nord, 3° 56′ 30″ est    |       |  |
| Monument aux morts de Montceau-les-Mines | Montceau-les-Mines                            | Saône-et-Loire           | Bourgogne-Franche-Comté    | Classé     | Inscrit (2016)                                   | Notice no PA71000085 | 46° 40′ 33″ nord, 4° 21′ 50″ est    |       |  |
| Monument aux morts de Tournus | Tournus                                       | Saône-et-Loire           | Bourgogne-Franche-Comté    | Classé     | Inscrit (1931, 2016)                             | Notice no PA00113508 | 46° 33′ 47″ nord, 4° 54′ 33″ est    |       |  |
| Église Saint-Pierre-Saint-Julien de Lavenay | Loir-en-Vallée                                | Sarthe                   | Pays de la Loire           | Inscrit    |                                                  | Notice no PA72000060 | 47° 47′ 26″ nord, 0° 42′ 07″ est    |       |  |
| Église Saint-Blaise de La Chapelle-Gaugain | Loir-en-Vallée                                | Sarthe                   | Pays de la Loire           | Inscrit    |                                                  | Notice no PA72000059 | 47° 47′ 56″ nord, 0° 40′ 44″ est    |       |  |
| Jumenterie du haras de Malidor | Le Lude                                       | Sarthe                   | Pays de la Loire           | Inscrit    |                                                  | Notice no PA72000061 | 47° 38′ 45″ nord, 0° 10′ 15″ est    |       |  |
| Prieuré de Moullins | Saint-Remy-du-Val                             | Sarthe                   | Pays de la Loire           | Inscrit    | Inscrit (1926)                                   | Notice no PA00109957 | 48° 20′ 42″ nord, 0° 13′ 55″ est    |       |  |
| Monument national à la Résistance du plateau des Glières | Glières-Val-de-Borne                          | Haute-Savoie             | Auvergne-Rhône-Alpes       | Inscrit    |                                                  | Notice no PA74000038 | 45° 57′ 55″ nord, 6° 20′ 02″ est    |       |  |
| Christ Roi des Houches | Les Houches                                   | Haute-Savoie             | Auvergne-Rhône-Alpes       | Inscrit    |                                                  | Notice no PA74000039 | 45° 54′ 10″ nord, 6° 48′ 07″ est    |       |  |
| Domaine du château de Menthon-Saint-Bernard | Menthon-Saint-Bernard                         | Haute-Savoie             | Auvergne-Rhône-Alpes       | Inscrit    | Inscrit (1989)                                   | Notice no PA00118469 | 45° 51′ 50″ nord, 6° 12′ 13″ est    |       |  |
| Hôtel du 22 rue Geoffroy-l'Asnier | Paris 4e                                      | Paris                    | Île-de-France              | Inscrit    | Inscrit (1928)                                   | Notice no PA00086345 | 48° 51′ 17″ nord, 2° 21′ 24″ est    |       |  |
| Immeuble Le Paquebot de Pierre Patout | Paris 15e                                     | Paris                    | Île-de-France              | Classé     | Inscrit (1986)                                   | Notice no PA00086654 | 48° 50′ 08″ nord, 2° 16′ 49″ est    |       |  |
| Usine des eaux d'Auteuil | Paris 16e                                     | Paris                    | Île-de-France              | Inscrit    |                                                  | Notice no PA75160013 | 48° 50′ 46″ nord, 2° 16′ 23″ est    |       |  |
| Basilique du Sacré-Cœur de Montmartre | Paris 18e                                     | Paris                    | Île-de-France              | Inscrit    |                                                  | Notice no PA75180004 | 48° 53′ 12″ nord, 2° 20′ 35″ est    |       |  |
| Pont Colbert | Dieppe                                        | Seine-Maritime           | Normandie                  | Classé     | Inscrit (2017)                                   | Notice no PA76000109 | 49° 55′ 38″ nord, 1° 05′ 07″ est    |       |  |
| Hôtel de département de la Seine-Maritime : bâtiments A, B, C, D et tour des archives | Rouen                                         | Seine-Maritime           | Normandie                  | Inscrit    |                                                  | Notice no PA76000110 | 49° 26′ 05″ nord, 1° 05′ 28″ est    |       |  |
| Pressoir de Villeneuve-sur-Bellot | Villeneuve-sur-Bellot                         | Seine-et-Marne           | Île-de-France              | Inscrit    |                                                  | Notice no PA77000037 | 48° 51′ 36″ nord, 3° 20′ 34″ est    |       |  |
| Pavillon Viardot | Bougival                                      | Yvelines                 | Île-de-France              | Inscrit    | Inscrit (1983)                                   | Notice no PA00087380 | 48° 51′ 59″ nord, 2° 08′ 51″ est    |       |  |
| Monument aux morts de la batellerie | Conflans-Sainte-Honorine                      | Yvelines                 | Île-de-France              | Inscrit    |                                                  | Notice no PA78000484 | 48° 59′ 15″ nord, 2° 04′ 20″ est    |       |  |
| Église Notre-Dame-de-la-Nativité de Favrieux | Favrieux                                      | Yvelines                 | Île-de-France              | Inscrit    |                                                  | Notice no PA78000485 | 48° 56′ 37″ nord, 1° 38′ 30″ est    |       |  |
| Château de Vaux | Vaux-sur-Seine                                | Yvelines                 | Île-de-France              | Classé     | Inscrit (1996, 2019)                             | Notice no PA78000003 | 49° 00′ 36″ nord, 1° 57′ 21″ est    |       |  |
| Église Saint-Vincent-de-Paul de Villepreux | Villepreux                                    | Yvelines                 | Île-de-France              | Inscrit    |                                                  | Notice no PA78000486 | 48° 49′ 40″ nord, 1° 59′ 51″ est    |       |  |
| Ancienne faïencerie : pavillon central et son plafond ouvragé | Parthenay                                     | Deux-Sèvres              | Nouvelle-Aquitaine         | Inscrit    |                                                  | Notice no PA79000048 | 46° 38′ 40″ nord, 0° 14′ 15″ ouest  |       |  |
| Gare de Saint-Roch | Amiens                                        | Somme                    | Hauts-de-France            | Inscrit    |                                                  | Notice no PA80000110 | 49° 53′ 35″ nord, 2° 17′ 01″ est    |       |  |
| Piscine Léon-Pille dite « La Cheminote » | Amiens                                        | Somme                    | Hauts-de-France            | Inscrit    |                                                  | Notice no PA80000111 | 49° 53′ 17″ nord, 2° 19′ 41″ est    |       |  |
| Ancienne vinaigrerie G. Brulé : vinaigrerie, cheminée de l'ancien site Benoît, ancienne église Saint-Sulpice                                                                                    | Amiens                                        | Somme                    | Hauts-de-France            | Inscrit    |                                                  | Notice no PA80000116 | 49° 54′ 02″ nord, 2° 18′ 02″ est    |       |  |
| Calvaire de Courcelles-sous-Moyencourt | Courcelles-sous-Moyencourt                    | Somme                    | Hauts-de-France            | Inscrit    |                                                  | Notice no PA80000113 | 49° 48′ 50″ nord, 2° 02′ 43″ est    |       |  |
| Église de la Nativité-de-Saint-Jean-Baptiste de Courcelles-sous-Moyencourt | Courcelles-sous-Moyencourt                    | Somme                    | Hauts-de-France            | Inscrit    |                                                  | Notice no PA80000112 | 49° 48′ 44″ nord, 2° 02′ 46″ est    |       |  |
| Église Saint-Martin d'Hardecourt-aux-Bois | Hardecourt-aux-Bois                           | Somme                    | Hauts-de-France            | Inscrit    |                                                  | Notice no PA80000117 | 49° 59′ 26″ nord, 2° 49′ 07″ est    |       |  |
| Château de Boufflers : château, parc, dépendances | Remiencourt                                   | Somme                    | Hauts-de-France            | Inscrit    | Inscrit (1973)                                   | Notice no PA84000082 | 49° 47′ 12″ nord, 2° 23′ 01″ est    |       |  |
| Domaine de La Roseraie | Sains-en-Amiénois                             | Somme                    | Hauts-de-France            | Inscrit    |                                                  | Notice no PA80000114 | 49° 48′ 49″ nord, 2° 19′ 15″ est    |       |  |
| Château de Rogeant (d) | Tœufles                                       | Somme                    | Hauts-de-France            | Inscrit    |                                                  | Notice no PA80000115 | 50° 03′ 35″ nord, 1° 42′ 40″ est    |       |  |
| Maison située au 23, rue Droite | Caylus                                        | Tarn-et-Garonne          | Occitanie                  | Inscrit    |                                                  | Notice no PA82000046 | 44° 14′ 10″ nord, 1° 46′ 18″ est    |       |  |
| Château de Lauture | Cazes-Mondenard                               | Tarn-et-Garonne          | Occitanie                  | Inscrit    |                                                  | Notice no PA82000047 | 44° 14′ 51″ nord, 1° 13′ 21″ est    |       |  |
| Uvarium de Moissac | Moissac                                       | Tarn-et-Garonne          | Occitanie                  | Inscrit    |                                                  | Notice no PA82000045 | 44° 05′ 59″ nord, 1° 05′ 22″ est    |       |  |
| « Saint Paul's Church » d'Hyères | Hyères-les-Palmiers                           | Var                      | Provence-Alpes-Côte d'Azur | Inscrit    |                                                  | Notice no PA83000049 | 43° 07′ 04″ nord, 6° 07′ 22″ est    |       |  |
| Grotte de Fontbrégoua | Salernes                                      | Var                      | Provence-Alpes-Côte d'Azur | Inscrit    |                                                  | Notice no PA83000050 | 43° 34′ 46″ nord, 6° 12′ 52″ est    |       |  |
| Ancienne maison de la Charité de L'Isle-sur-la-Sorgue : chapelle, aile Mignard, aile Brun | L'Isle-sur-la-Sorgue                          | Vaucluse                 | Provence-Alpes-Côte d'Azur | Inscrit    |                                                  | Notice no PA84000082 | 43° 55′ 08″ nord, 5° 02′ 55″ est    |       |  |
| Cathédrale Notre-Dame-de-Nazareth d'Orange | Orange                                        | Vaucluse                 | Provence-Alpes-Côte d'Azur | Classé     | Classé (1921) / Inscrit (2018)                   | Notice no PA00082100 | 44° 08′ 16″ nord, 4° 48′ 27″ est    |       |  |
| Château de Saumane | Saumane-de-Vaucluse                           | Vaucluse                 | Provence-Alpes-Côte d'Azur | Classé     | Inscrit (2018)                                   | Notice no PA00082162 | 43° 56′ 20″ nord, 5° 06′ 24″ est    |       |  |
| Vieux château de Bournezeau : communs et assiette des jardins | Bournezeau                                    | Vendée                   | Pays de la Loire           | Inscrit    |                                                  | Notice no PA85000056 | 46° 38′ 12″ nord, 1° 10′ 09″ ouest  |       |  |
| Vestiges archéologiques de l'ancienne forteresse de Châlus-Maulmont | Châlus                                        | Haute-Vienne             | Nouvelle-Aquitaine         | Inscrit    | Classé (1981)                                    | Notice no PA00100269 | 45° 39′ 20″ nord, 0° 58′ 42″ est    |       |  |
| Maison Lacaux | Limoges                                       | Haute-Vienne             | Nouvelle-Aquitaine         | Inscrit    |                                                  | Notice no PA87000053 | 45° 50′ 00″ nord, 1° 15′ 48″ est    |       |  |
| Monument aux morts d'Auxerre | Auxerre                                       | Yonne                    | Bourgogne-Franche-Comté    | Classé     | Inscrit (2016)                                   | Notice no PA89000061 | 47° 47′ 32″ nord, 3° 34′ 05″ est    |       |  |
| Cimenterie Gabriel de Vassy | Étaule                                        | Yonne                    | Bourgogne-Franche-Comté    | Inscrit    |                                                  | Notice no PA89000071 | 47° 32′ 15″ nord, 3° 55′ 13″ est    |       |  |
| Église de la Nativité-de-Notre-Dame de Vassy | Étaule                                        | Yonne                    | Bourgogne-Franche-Comté    | Inscrit    |                                                  | Notice no PA89000072 | 47° 32′ 12″ nord, 3° 54′ 55″ est    |       |  |
| Monument aux morts de Mailly-le-Château | Mailly-le-Château                             | Yonne                    | Bourgogne-Franche-Comté    | Classé     | Inscrit (2016)                                   | Notice no PA89000067 | 47° 35′ 48″ nord, 3° 38′ 22″ est    |       |  |
| Maladrerie Saint-Barthélemy de Vézelay | Vézelay                                       | Yonne                    | Bourgogne-Franche-Comté    | Inscrit    |                                                  | Notice no PA89000073 | 47° 26′ 20″ nord, 3° 44′ 03″ est    |       |  |
| Monument aux morts de Villeneuve-sur-Yonne | Villeneuve-sur-Yonne                          | Yonne                    | Bourgogne-Franche-Comté    | Classé     | Inscrit (2016)                                   | Notice no PA89000070 | 48° 04′ 45″ nord, 3° 17′ 39″ est    |       |  |
| Domaine du château Lot | Ris-Orangis                                   | Essonne                  | Île-de-France              | Inscrit    |                                                  | Notice no PA91000274 | 48° 38′ 27″ nord, 2° 24′ 06″ est    |       |  |
| Cimetière ancien de Neuilly-sur-Seine : chapelle Roussel | Neuilly-sur-Seine                             | Hauts-de-Seine           | Île-de-France              | Inscrit    |                                                  | Notice no PA92000164 | 48° 52′ 54″ nord, 2° 15′ 53″ est    |       |  |
| Villa Eugénie : hall de la maison | Saint-Cloud                                   | Hauts-de-Seine           | Île-de-France              | Inscrit    |                                                  | Notice no PA92000163 | 48° 50′ 45″ nord, 2° 13′ 16″ est    |       |  |
| Maison dite Willerval | Sceaux                                        | Hauts-de-Seine           | Île-de-France              | Inscrit    |                                                  | Notice no PA92000165 | 48° 46′ 29″ nord, 2° 17′ 35″ est    |       |  |
| Monument funéraire de Marguerite-Joséphine Jacquot | Ronquerolles                                  | Val-d'Oise               | Île-de-France              | Inscrit    |                                                  | Notice no PA95000022 | 49° 10′ 00″ nord, 2° 12′ 56″ est    |       |  |
| Château de Boissy : maison d'habitation principale, maison du jardinier, niche du chien, corps de ferme                                                                                         | Taverny                                       | Val-d'Oise               | Île-de-France              | Inscrit    |                                                  | Notice no PA95000021 | 49° 00′ 40″ nord, 2° 13′ 05″ est    |       |  |
| Roches gravées du Galion | La Trinité                                    | Martinique               | Martinique                 | Inscrit    |                                                  | Notice no PA97200047 | 14° 43′ 24″ nord, 60° 57′ 15″ ouest |       |  |
| Marché de Rivière-Pilote | Rivière-Pilote                                | Martinique               | Martinique                 | Inscrit    |                                                  | Notice no PA97200046 | 14° 29′ 11″ nord, 60° 54′ 09″ ouest |       |  |
| Maison Aubin-Laigné | Régina                                        | Guyane                   | Guyane                     | Inscrit    |                                                  | Notice no PA97300019 | 4° 18′ 53″ nord, 52° 07′ 43″ ouest  |       |  |
| Ensemble architectural du relais Barcarel | Saint-Laurent-du-Maroni                       | Guyane                   | Guyane                     | Inscrit    |                                                  | Notice no PA97300020 | 5° 30′ 08″ nord, 54° 01′ 44″ ouest  |       |  |
| Cathédrale Saint-Pierre de Saint-Pierre-et-Miquelon | Saint-Pierre                                  | Saint-Pierre-et-Miquelon | Saint-Pierre-et-Miquelon   | Classé     |                                                  | Notice no PA97500014 | 46° 46′ 52″ nord, 56° 10′ 20″ ouest |       |  |
| Maison Girardin | Saint-Pierre                                  | Saint-Pierre-et-Miquelon | Saint-Pierre-et-Miquelon   | Classé     |                                                  | Notice no PA97500015 | 46° 46′ 30″ nord, 56° 09′ 34″ ouest |       |  |
| Cheminée de l'ancienne usine sucrière dite Cananga | Mamoudzou                                     | Mayotte                  | Mayotte                    | Inscrit    |                                                  | Notice no PA97600011 | 12° 46′ 16″ sud, 45° 13′ 07″ est    |       |  |

## Radiations
Les protections des édifices suivants sont abrogées en 2020. Ces radiations concernent essentiellement des édifices détruits.
| Édifice                                                    | Commune                          | Département          | Région                  | Protection | Base Mérimée         | Coordonnées | Image |
| ---------------------------------------------------------- | -------------------------------- | -------------------- | ----------------------- | ---------- | -------------------- | ----------- | ----- |
| Caves située 8 rue de Strasbourg                           | Saint-Denis                      | Seine-Saint-Denis    | Île-de-France           | inscrit    | Notice no PA00079957 |             |       |
| Claveau de voussure sculpté                                | Lagny-sur-Marne                  | Seine-et-Marne       | Île-de-France           | inscrit    | Notice no PA00087051 |             |       |
| Lavoir des Chavannes                                       | Montceau-les-Mines Saint-Vallier | Yonne Saône-et-Loire | Bourgogne-Franche-Comté | inscrit    | Notice no PA00113950 |             |       |
| Portail Empire de la propriété dite du Castel des remparts | Villeneuve-sur-Yonne             | Yonne                | Bourgogne-Franche-Comté | inscrit    | Notice no PA00113950 |             |       |